# Leioproctus rhodopus
Leioproctus rhodopus är en biart som först beskrevs av Cockerell 1914.  Leioproctus rhodopus ingår i släktet Leioproctus och familjen korttungebin. Inga underarter finns listade i Catalogue of Life.